# 摆脱贫困
《摆脱贫困》是由中央广播电视总台制作为纪念脱贫攻坚的八集大型政论专题片，于2021年2月18日至2月25日在中央电视台综合频道播出。
本片荣获第27届上海电视节白玉兰奖组委会特别奖。
香港奇妙電視香港開電視77台於2021年7月3日至10月16日播映。

## 分集
| 集数   | 名称         | 央视一套播放日期 |
| ------ | ------------ | ---------------- |
| 第一集 | 《庄严承诺》 | 2021年2月18日    |
| 第二集 | 《精准施策》 | 2021年2月19日    |
| 第三集 | 《使命在肩》 | 2021年2月20日    |
| 第四集 | 《合力攻坚》 | 2021年2月21日    |
| 第五集 | 《咬定青山》 | 2021年2月22日    |
| 第六集 | 《家国情怀》 | 2021年2月23日    |
| 第七集 | 《命运与共》 | 2021年2月24日    |
| 第八集 | 《再启新程》 | 2021年2月25日    |

## 奖项
| 年份 | 获奖方       | 颁奖方               | 奖项分类       | 是否得奖 | 备注  |
| ---- | ------------ | -------------------- | -------------- | -------- | ----- |
| 2022 | 《摆脱贫困》 | 第31届中国电视金鹰奖 | 最佳电视纪录片 | 獲獎     | [ 2 ] |